# أولاد الحاج امبارك (القنادرة)
أولاد الحاج امبارك هو دُوَّار يقع بجماعة جابرية، إقليم سيدي بنور، جهة الدار البيضاء سطات في المملكة المغربية. ينتمي الدوّار لمشيخة القنادرة التي تضم 11 دوار. يقدر عدد سكانه بـ 1458 نسمة حسب الإحصاء الرسمي للسكان والسكنى لسنة 2004.

## روابط خارجية
- البوابة الوطنية للجماعات الترابية
- المندوبية السامية للتخطيط